# Šlapanov
Šlapanov là một làng thuộc huyện Havlíčkův Brod, vùng Vysočina, Cộng hòa Séc.